# Patricia Russell
Pour les articles homonymes, voir Russell et Peter Russell.
Patricia Russell, comtesse Russell (1910–2004) a été la troisième épouse du philosophe Bertrand Russell, et un contributeur significatif à son livre Histoire de la philosophie occidentale.